# 高松市屋島競技場
高松市屋島競技場（たかまつしやしまきょうぎじょう）は、香川県高松市屋島中町にある陸上競技場である。前身は「香川県立屋島陸上競技場」で、2年半をかけて全面改装された後に現名称に変更して2017年春から営業を再開した。
電子機器製造会社・レクザムが命名権を取得し、「屋島レクザムフィールド」の愛称が使用されている。

## 概要
1953年（昭和28年）に開催された第8回国民体育大会（四国国体）のメイン会場として香川県により整備され、「香川県立屋島陸上競技場」の名称で開場。高松以東では香川県内唯一の日本陸連公認陸上競技場である。
2008年（平成20年）4月1日に香川県より高松市に移管された。老朽化により2012年（平成26年）10月31日に一旦閉鎖して観客席などを改築し、2017年（平成29年）4月23日に営業を再開した。

## 施設概要

### 新競技場
- 日本陸上競技連盟第2種公認
- トラック：400m×8レーン（メインスタンド直線部分は9レーン）、青色の全天候舗装を採用
- 総収容人員：6000人
  - メインスタンド：3500人（個席）
  - バックスタンド：1500人（階段席）
  - 東サイドスタンド：1000人（芝生席）
- 大型映像装置：表示板 縦6.4m×横12.0m、一面
- ナイター照明：屋根一体型、LED投光器
- 付属施設
  - 屋内練習場：棒高跳びの公認競技場を併設
  - 補助競技場：1周200m×6レーン、クレー舗装
  - スポーツ広場：憩いの場に「イサム・ノグチ」の彫刻遊具を配置[5]
  - 駐車場：370台

同競技場の改修後のコンセプトは、コンパクトで多機能性のあるスタジアム。メイントラックは日本陸連第2種公認のもので設計し、瀬戸内海や相引川などを連想し、屋島の景観とも調和したブルートラックを採用した。フィールドはサッカー・ラグビーなどの全国大会規模にも利用できるよう、天然芝を敷いている。
収容人員がJ2リーグ以上に参加する基準を充足しておらず、2025年現在Jリーグの本拠地として登録しているクラブは存在しない。カマタマーレ讃岐が練習活動、並びにJ3リーグの試合に数回使用する年があるほか、四国社会人・大学のサッカーリーグ戦など、地域のアマチュア規模のレベルのサッカー・ラグビーの大会に使用されている。
バックスタンドから西側スタンドに、棒高跳びの公認競技ができる室内競技場が全国で初めて併設されている。400メートルのトラックと同じ曲率の走路では、走り幅跳びなどができる。
駐車場から客席とトラックにスロープで移動できる。またエレベーターの設置などユニバーサルデザインの視点を取り入れた施設で、障がい者スポーツの拠点として利用できる。

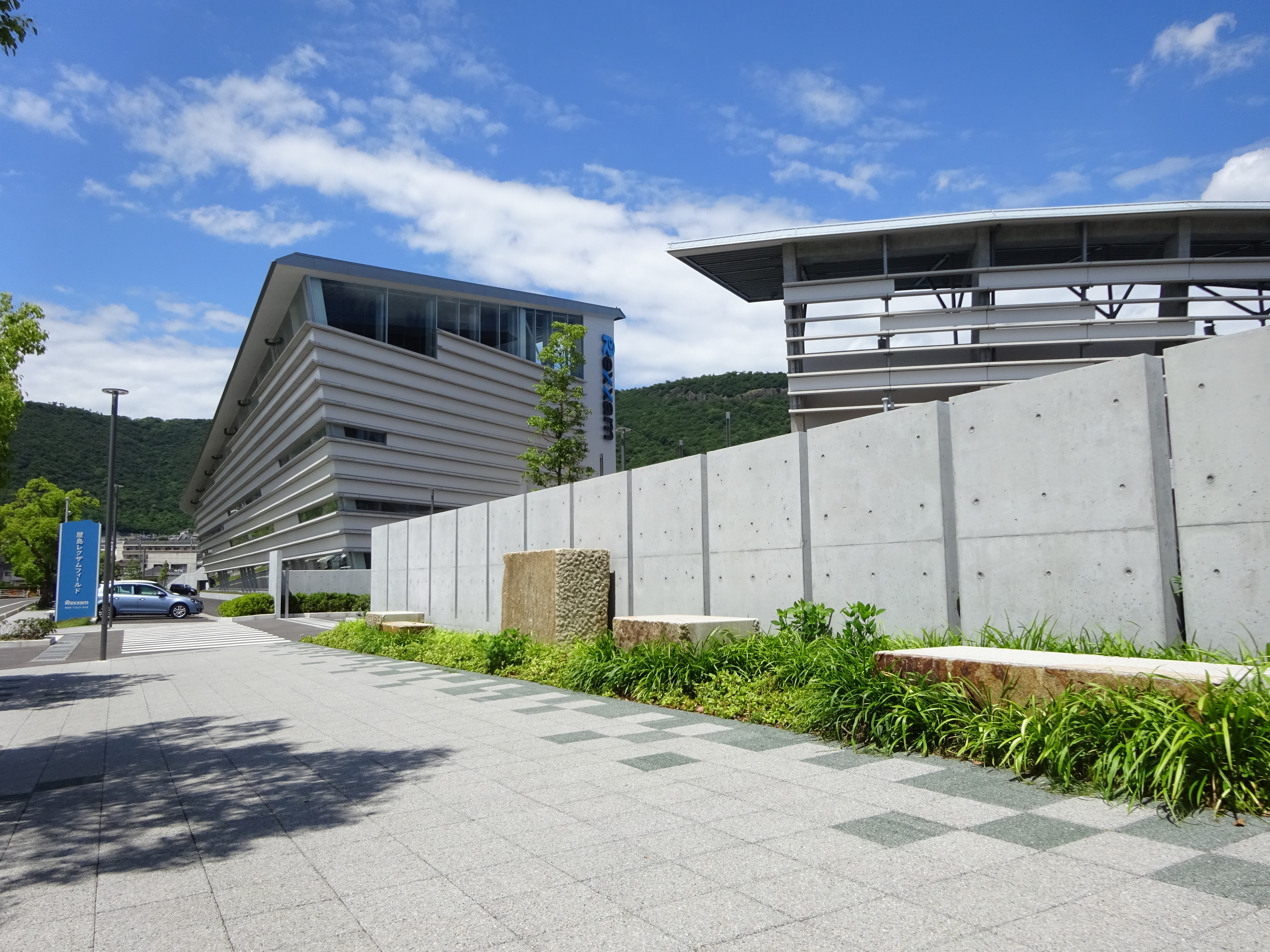
西出入口の歩道にて
西出入口にて
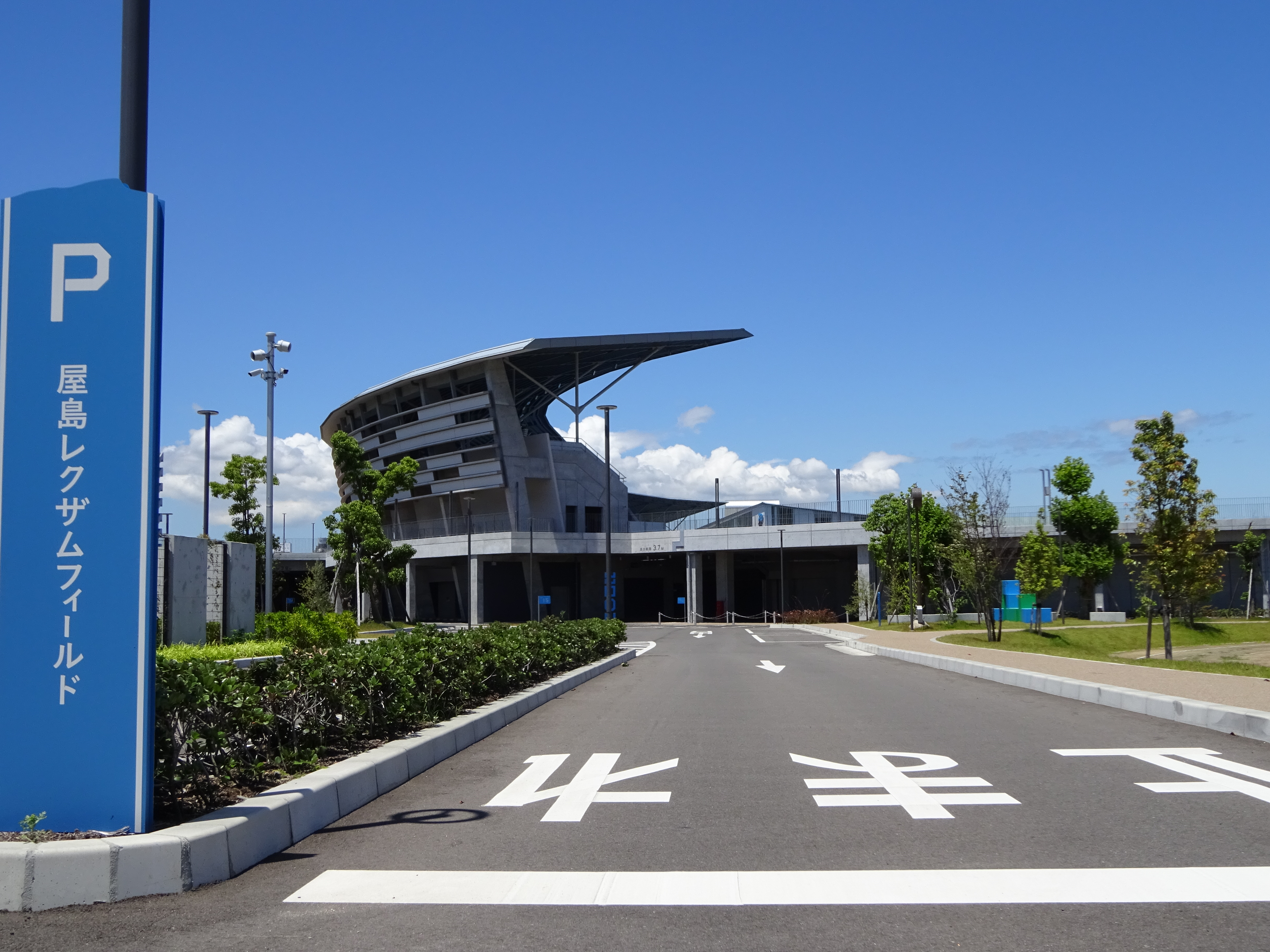
東出入口にて
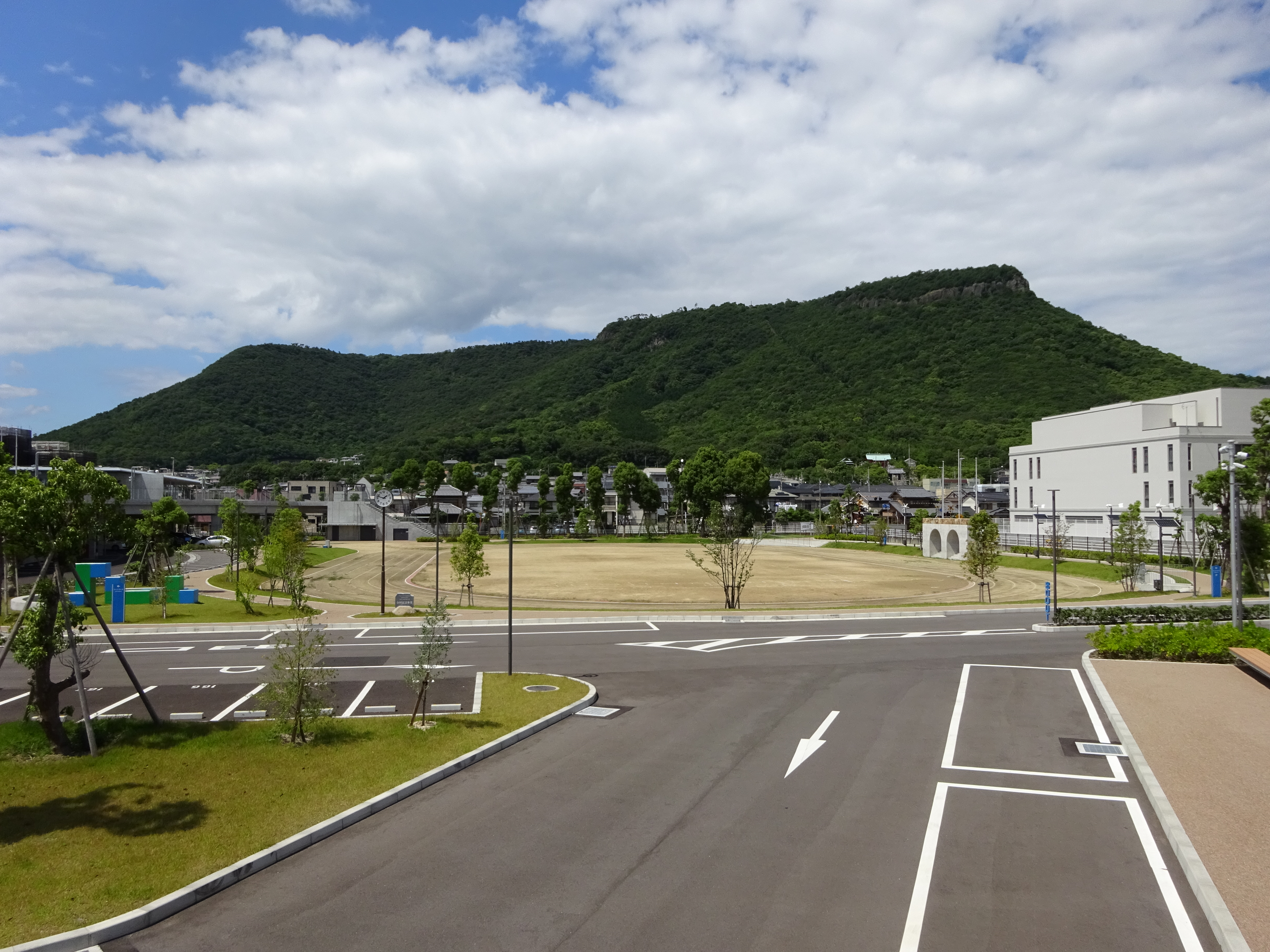
サブフィールド
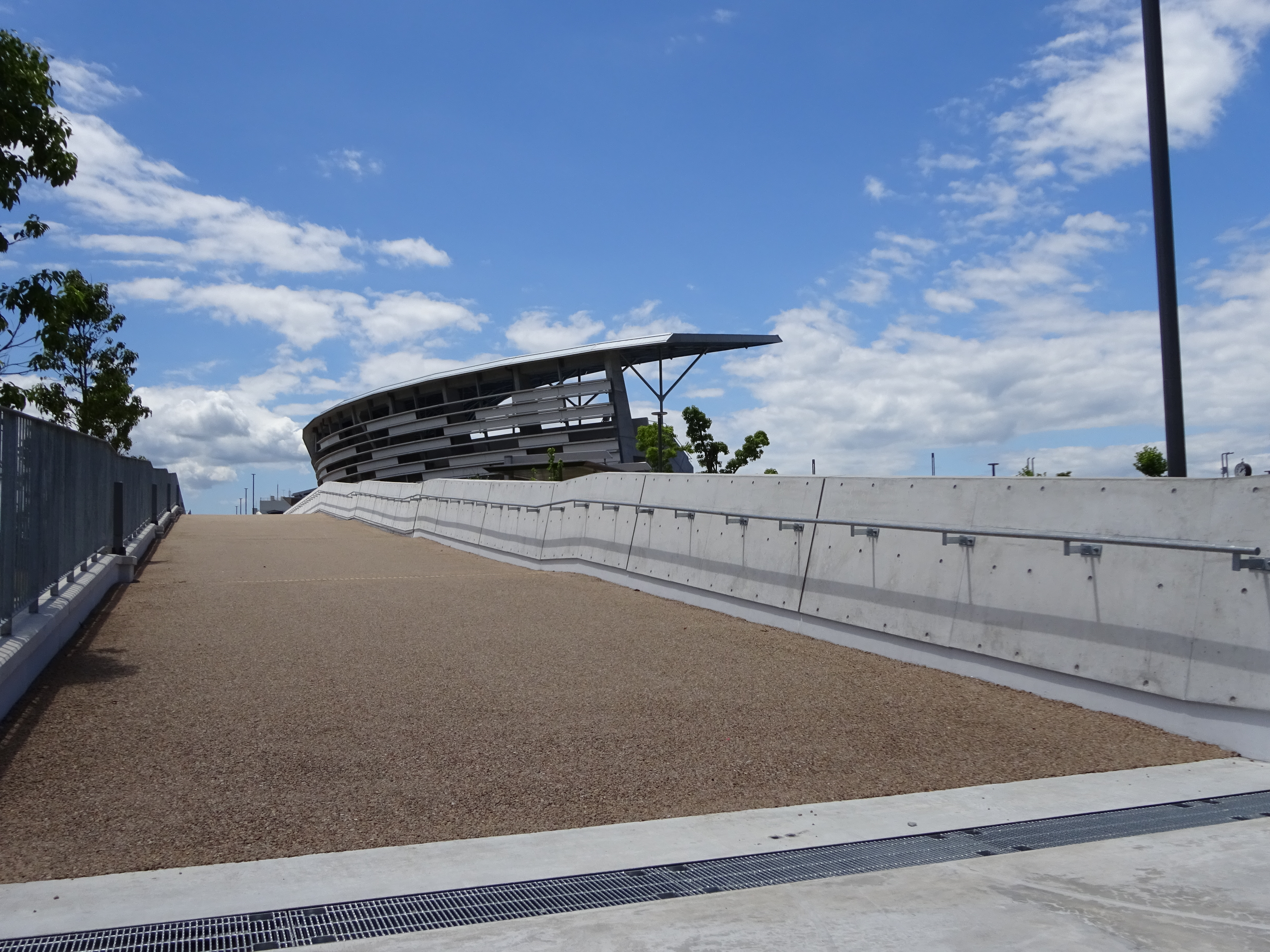
東出入口側のスロープ
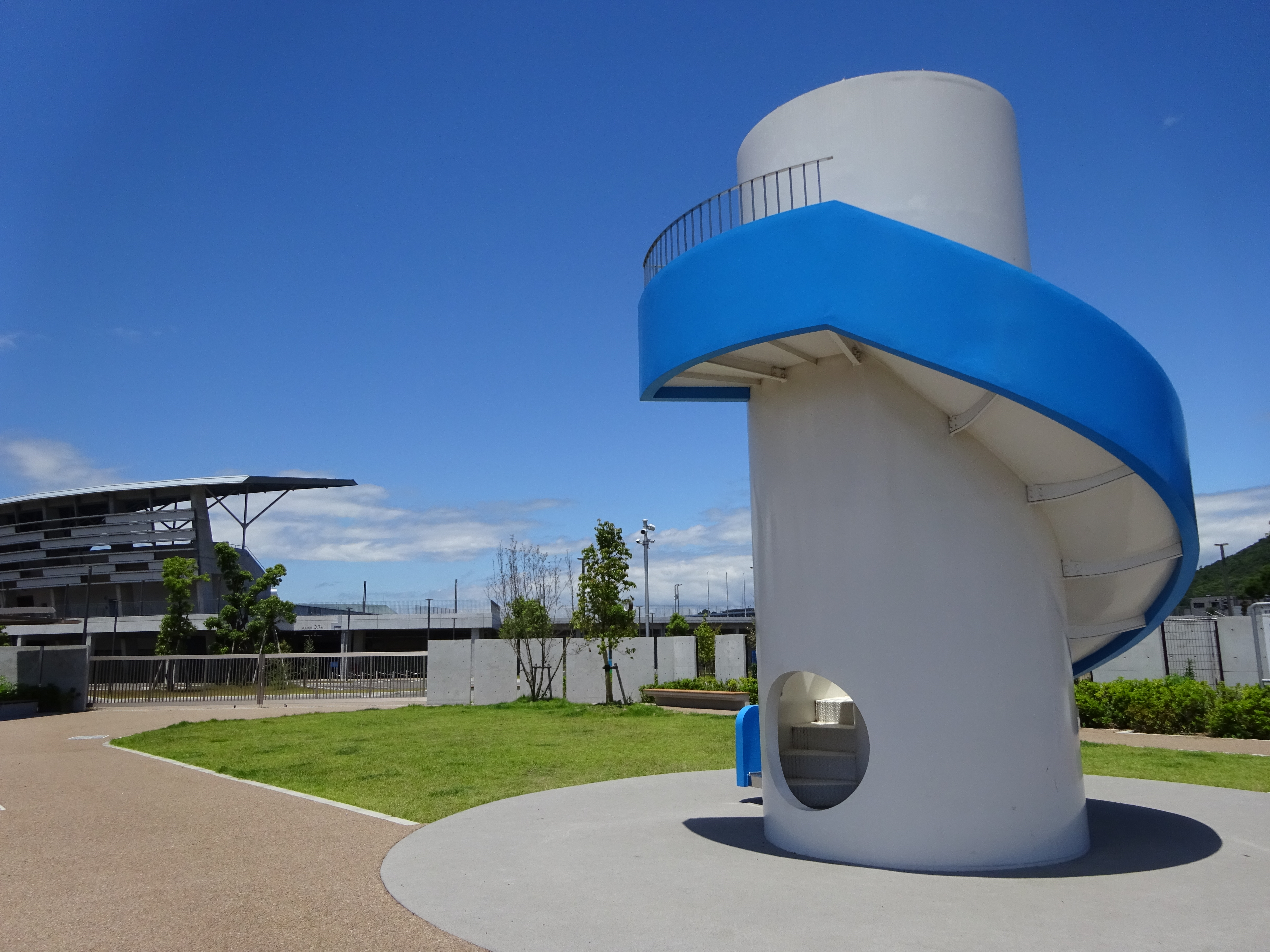
スポーツ広場
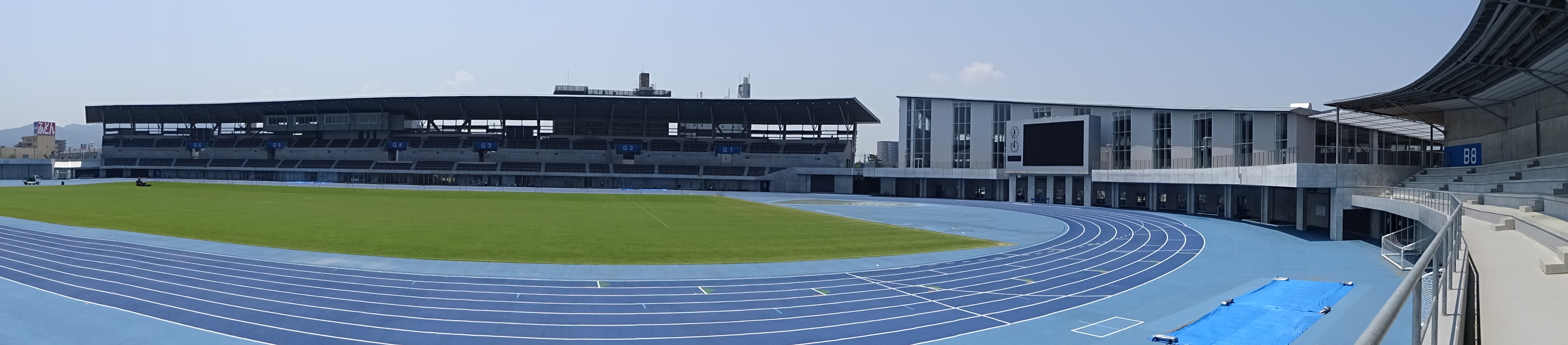
メインスタンド・メインフィールドを臨む

### 旧競技場（改修前）
- 日本陸上競技連盟第3種公認（1997年に第2種から第3種へ格下げ）
- トラック：全天候舗装400m×8レーン
- フィールド：天然芝
- メインスタンドが座席、他芝生席
- 夜間照明2基
- 付属施設
  - 補助競技場：250m×6レーン（クレー舗装）

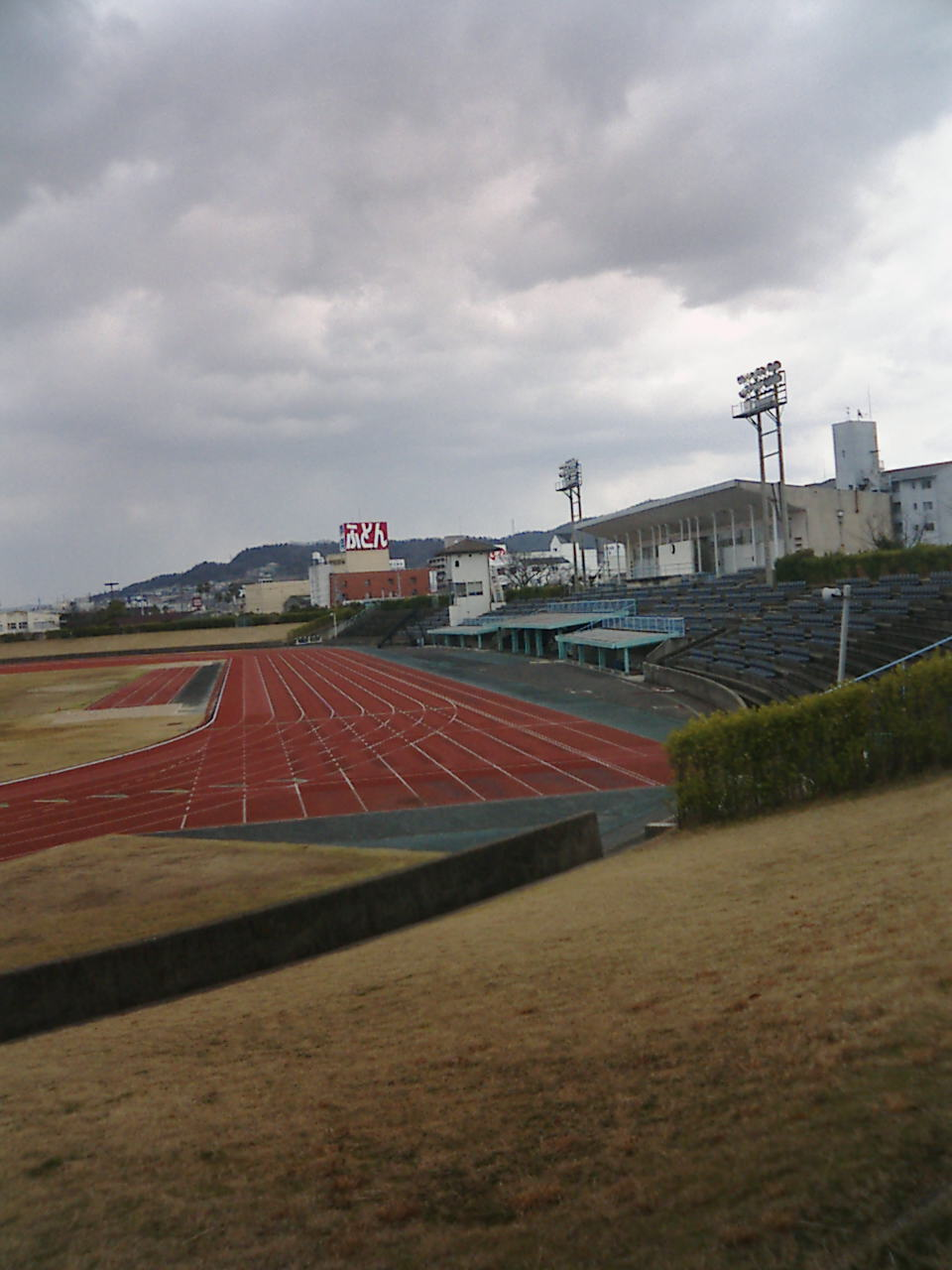
旧競技場のメインスタンド
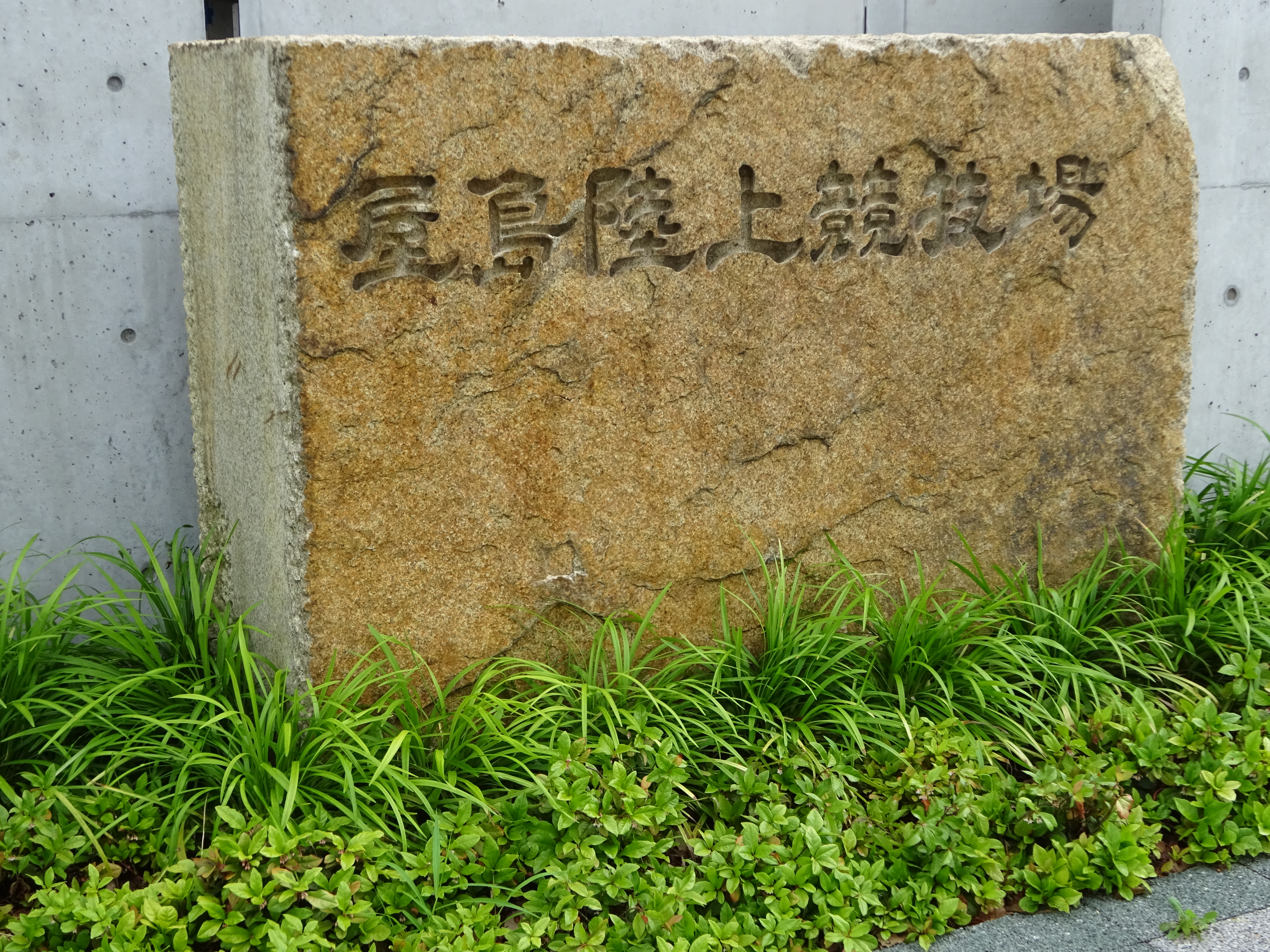
旧競技場の石造銘板

## 施設命名権
2016年に命名権の公募が行われ、大阪市に本社を置く電子機器製造会社のレクザムが命名権を取得している。契約期間は2017年4月から2022年3月末までの5年間、契約額は年額800万円。2022年に命名権契約の5年間更新が行われている。

## 主なイベント・大会
- 第29回日本パラ陸上競技選手権大会（2018年＜平成30年＞9月1日～2日）[12]
- 明治安田J3リーグ・カマタマーレ讃岐ホームゲーム
  - 2024年第31節・ガイナーレ鳥取戦[13]
  - 2025年第15節・FC大阪戦[14]
  - 2025年第17節・AC長野パルセイロ戦[14]

## その他
条例および住民合意事項に基づき、「周辺住民が迷惑する太鼓などの鳴り物入りの応援」は、運営規則で禁止されている。
競技場の南側は相引川北岸であり、競技場の北側は高松琴平電気鉄道志度線の線路が通過する。また東出入口の道路を隔て、高松市立屋島中学校があり、西出入口（正門）の道路を隔て、四国電力総合研修所が立地する。
競技場の西出入口（正門）前の北西角の道沿いに、公衆トイレが設置されている。

## アクセス
- 高松琴平電気鉄道志度線 琴電屋島駅および潟元駅より徒歩約2分[6]
- JR高徳線 屋島駅より徒歩約10分[6]